# Пифагор
Пифаго́р Са́мосский (др.-греч. Πυθαγόρας ὁ Σάμιος, лат. Pythagoras; около 570—490 годов до н. э.) — древнегреческий философ, математик, теоретик музыки и мистик, создатель религиозно-философской школы пифагорейцев.
Античные биографии Пифагора содержат множество легенд. По наиболее распространённой версии, Пифагор родился на острове Самос. В молодости много путешествовал и учился (в различных легендах фигурируют египетские жрецы, халдеи, маги, Заратуштра и т. д.). После возвращения на Самос из-за разногласий с тираном Поликратом был вынужден эмигрировать в Италию. По прибытии в полис Кротон он создал собственную школу. Школу Пифагора сравнивают с прообразом христианских монастырей и масонских лож. Постепенно её политическое влияние возрастало. Она как таковая не находилась при власти. Речь шла о возросшем влиянии отдельных членов общества во властных структурах.
Пифагор среди прочего проповедовал метемпсихоз (учение о переселении душ), вегетарианство, гармонию сфер и др. Власть некоего тайного общества пифагорейцев вызывала недовольство. Оно вылилось в заговор Килона, который вместе со сторонниками напал на собрание пифагорейцев. Существует несколько легенд относительно дальнейшей судьбы Пифагора. Большинство из них завершается тем, что философ умер в храме муз Метапонта. Несмотря на смерть Пифагора и разгром общества в Кротоне, пифагореисты продолжили свою деятельность в других полисах античного мира.
Пифагор не оставил сочинений, в связи с чем точная реконструкция его первоначального учения, а также отделение от более поздних напластований весьма затруднительны. Пифагору приписывали все открытия пифагореистов. Вне зависимости от авторства тех или иных утверждений, учение Пифагора стало основой для открытий в области математики, астрономии, теории музыки. Пифагореизм оказал воздействие на философию Платона, а через платонизм — на философию Нового и Новейшего времени. О влиянии учения Пифагора на развитие науки и их собственные открытия говорили среди прочих Николай Коперник, Иоганн Кеплер, Исаак Ньютон и Альберт Эйнштейн.

## Источники

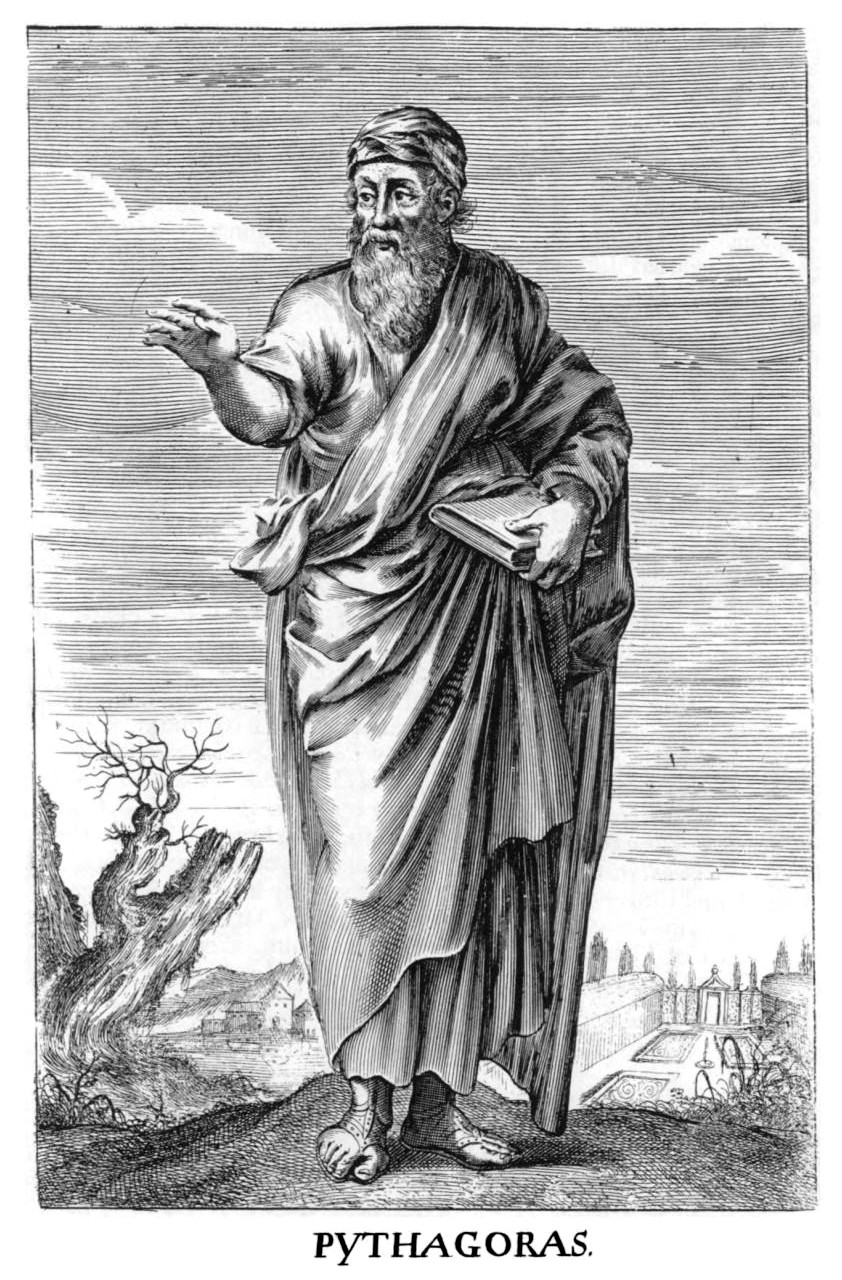
Пифагор

## Биография

### Происхождение
Пифагор родился на расположенном в восточной части Эгейского моря острове Самос около 570 года до н. э. Версия Феопомпа и Аристоксена о том, что Пифагор был тирреном или этруском, не выдерживает критики и считается ошибочной.
Отец Пифагора Мнесарх согласно одним источникам был богатым купцом, другим — камнерезом или резчиком гемм. По словам Клеанфа в передаче Порфирия, богатый купец из Тира Мнесарх получил самосское гражданство за раздачу хлеба в неурожайный год. Диоген Лаэртский называет отца Пифагора камнерезом, потомком флиунтских изгнанников. К жителям Флиунта, которые были вынуждены покинуть родной город во время вторжения дорийцев, возводит род Пифагора и древнегреческий географ Павсаний. Версия о Мнесархе-купце предпочтительнее. Образование, участие в политической жизни Пифагора свидетельствует о знатном происхождении его родителей. Знатный гражданин мог заниматься крупной торговлей, но никак не ремеслом.
В имени Пифагора ещё древние пытались найти взаимосвязь с пифийским Аполлоном. Ученик Сократа Аристипп считал, что философа звали Пифагором, так как «он говорил (др.-греч. ἀγορεύω) правды не меньше пифии (др.-греч. Πῡθῐ́ᾱ)». Эпименид, Евдокс Книдский и Ксенократ Халкидонский называли Пифагора сыном Аполлона, который вступил в любовную связь с женой Мнесарха Партенидой. Ямвлих приводит легенду как дельфийская пифия предсказала Мнесарху рождение сына, который будет выделяться красотой и мудростью и принесёт человечеству величайшую пользу. Поэтому на радостях Мнесарх дал жене новое имя Пифаида, а ребёнку — Пифагор («тот, о ком объявила Пифия»). Пифаида сопровождала мужа в его поездках, и Пифагор родился в финикийском городе Сидоне. Партенида, позднее переименованная мужем в Пифаиду, происходила из знатного рода Анкея, основателя греческой колонии на Самосе.
Пифагорейцы, которые верили в перевоплощение душ, возводили происхождение основателя своего учения к богу торговли и красноречия Гермесу. Диоген Лаэртский, цитируя Гераклида Понтийского, приводит легенду о том, как Гермес предложил своему сыну аргонавту Эфалиду выполнить любое желание. Эфалид попросил оставить ему память, как живому, так и мёртвому. Первый раз душа Эфалида перевоплотилась в троянского воина периода Троянской войны Евфорба. Затем, пройдя через тела Гермотима и рыбака Пирра, душа Эфалида воплотилась в Пифагоре. Пифагор, который соответственно душой был сыном Гермеса, помнил обо всех своих перевоплощениях.

### Легендарные путешествия

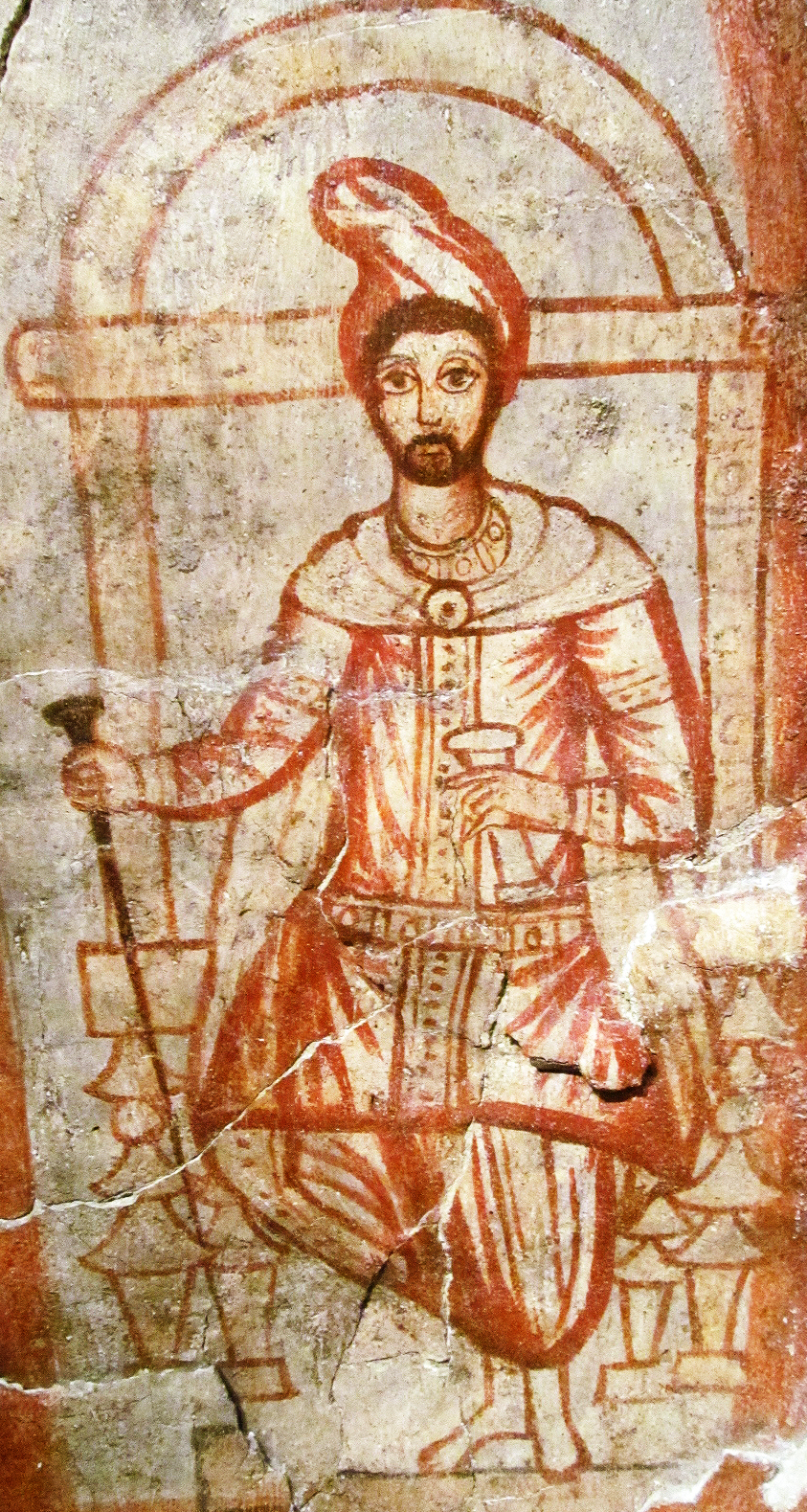
По одной из легенд, Пифагор посетил Заратуштру, который очистил его от скверны и обучил «законам природы и началам всего»

Биография Пифагора содержит множество легенд. Античные источники содержат противоречивые сведения о путешествиях молодого Пифагора в разные страны, где он изучал восточные математику и астрономию, а также познакомился с негреческими религиозными культами. Вопрос о путешествиях Пифагора перерос биографические рамки и связан с дискуссиями о характере культурных взаимосвязей между Элладой и восточными цивилизациями.
В IV веке до н. э. Исократ пишет о визите Пифагора в Египет как об общеизвестном факте. Антифон Афинский в произведении «О жизни мужей, отличающихся добродетелью» описывает легенду, что Пифагор получил от тирана Самоса Поликрата рекомендательное письмо к фараону Амасису II. Фараон перепоручил Пифагора жрецам, которые и обучили его медицине и математике, а также допустили к запретным для чужеземцев мистериям. Согласно Ямвлиху, Пифагора уговорил отплыть в Египет легендарный мудрец Фалес, который и представил его жрецам. По одной легенде, пробыл в Египте 22 года, пока его не увёл в Вавилон в числе пленников персидский царь Камбис, завоевавший Египет в 525 году до н. э.. В Вавилоне Пифагор пробыл ещё 12 лет, общаясь с магами, пока наконец не смог вернуться на Самос. Плутарх даже приводит имя египетского жреца учителя Пифагора Энуфиса.
Кроме Египта, Пифагору приписывали путешествия и обучение у магов и даже посещение Заратуштры, который очистил его от скверны и обучил «законам природы и началам всего»; на Крите спустился с Эпименидом в пещеру на горе Ида; финикийцы обучили его арифметике, а халдеи — астрономии; Филострат расширил географию легендарных путешествий Пифагора Индией, а Ямвлих — племенами кельтов и иберов.
Диоген Лаэртский цитирует Аристоксена, который говорил, что учение своё, по крайней мере часть, которая касается наставлений по образу жизни, Пифагор воспринял от жрицы Фемистоклеи Дельфийской, то есть в Элладе.

### Учителя
Об учителях Пифагора ничего определённого утверждать нельзя. Наиболее часто античная традиция сближает Пифагора с Ферекидом. Андрон Эфесский, а затем и другие авторы называли Ферекида учителем Пифагора. Античные авторы приписывали обоим философам сходные чудеса — умение предсказывать кораблекрушения, завоевание городов и землетрясения. Парадоксограф Аполлоний связывает пифагоровы идеи мистицизма с влиянием Ферекида. Никомах Герасский передаёт историю, что, когда Ферекид был при смерти на острове Делос, Пифагор приплыл к нему, чтобы оказать последние почести. Согласно Дуриду, Ферекид признал, что Пифагор превзошёл его в мудрости.
Кроме Ферекида, в эпоху эллинизма Пифагору приписывали и других учителей — философов Фалеса, Анаксимандра и Анаксимена. Однако стремление античных авторов связать всех великих философов нитями личной преемственности лишено исторической достоверности.

### В Италии. Основание пифагорейского общества

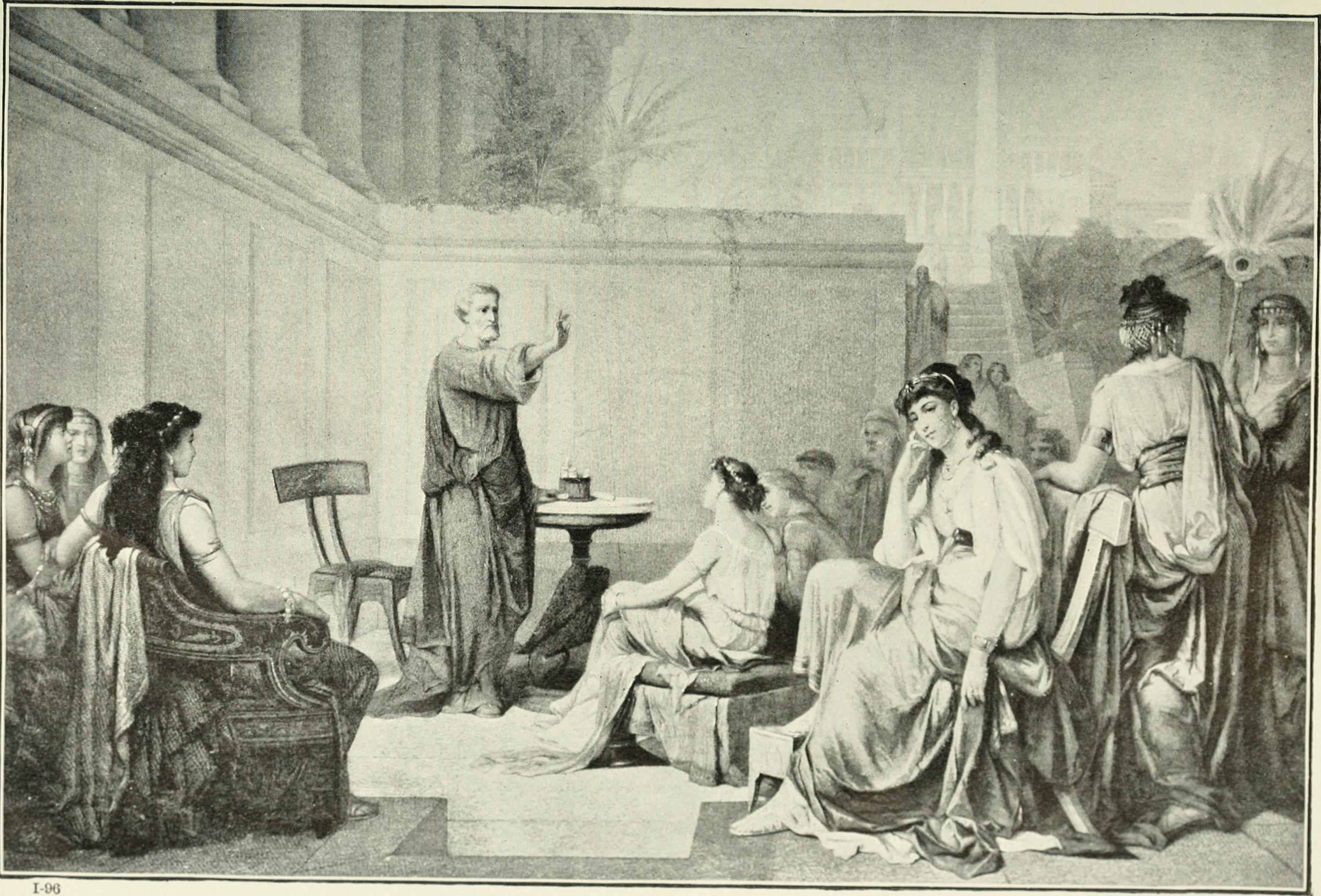
«Пифагор выступает перед женщинами». Гравюра 1913 года

По Порфирию, Пифагор покинул Самос из-за несогласия с тиранической властью Поликрата в 40-летнем возрасте. Так как эти сведения основываются на словах Аристоксена, источника IV века до н. э., то считаются относительно достоверными. Поликрат пришёл к власти в 538 году до н. э.
Мотивы Пифагора до конца не ясны. Антиковед Г. Берве считает, что Пифагор был изгнан как представитель аристократии, с которой боролся Поликрат. Л. Я. Жмудь подчёркивает, что при желании Пифагор мог бы найти место при дворе Поликрата. Самосский тиран покровительствовал талантам: при его дворе жили поэты Ивик и Анакреонт, врач Демокед, архитектор Евпалин. Пифагор отплыл из Самоса через несколько лет после прихода к власти Поликрата. Возможно, политические амбиции и особенности учения Пифагора ему пришлись не по нраву. Согласно Ямвлиху, Пифагор решил, что на чужбине он добьётся больших успехов в претворении своего учения в жизнь.

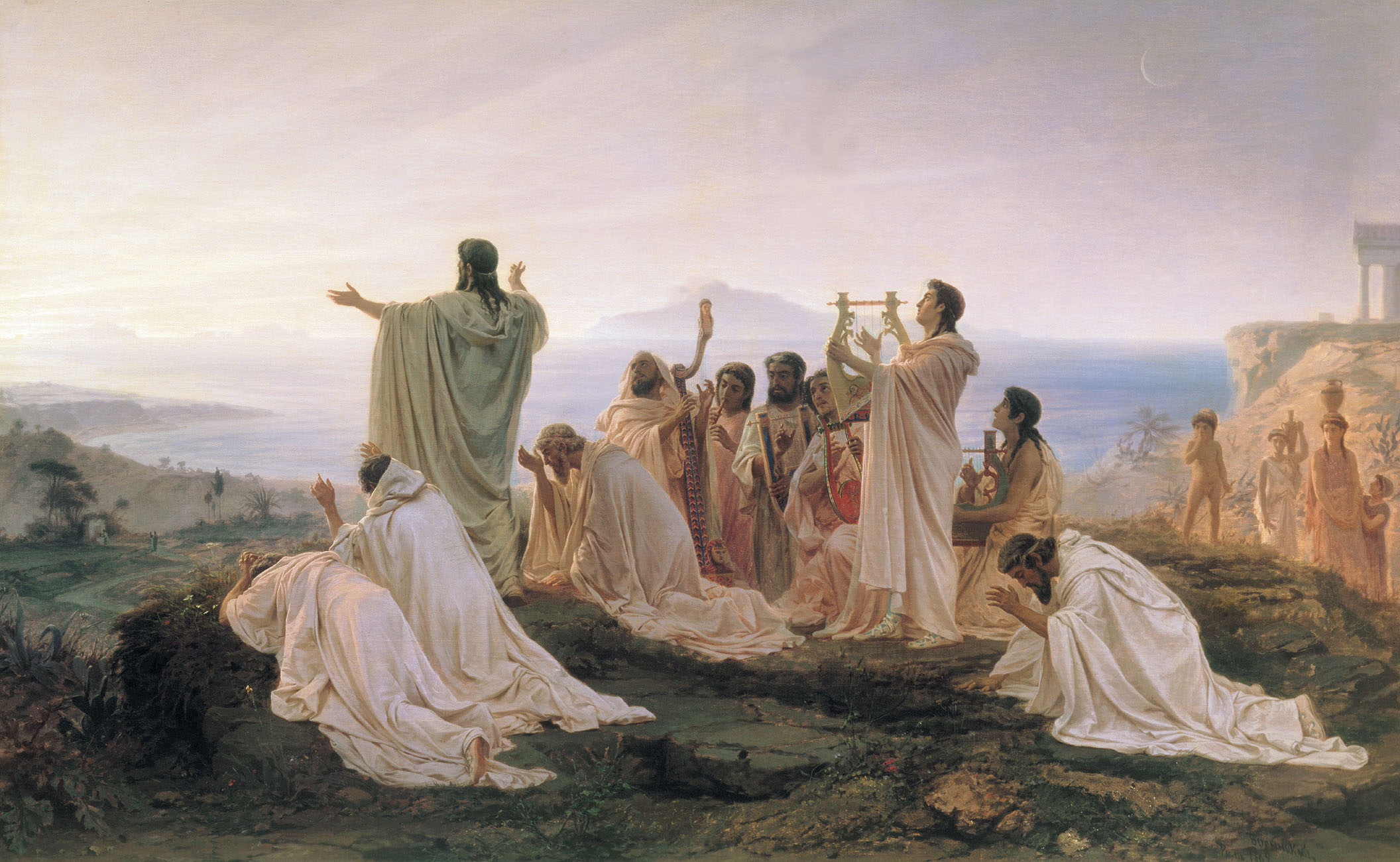
«Гимн пифагорейцев восходящему солнцу». Ф. А. Бронников, 1869

Когда Пифагор прибыл в греческую колонию на юге Апеннинского полуострова Кротон, он выступил перед старейшинами, затем — перед остальным народом полиса. С течением времени вокруг него сформировалась группа сторонников, вероятно, в основном представители аристократической молодёжи. Их организация называлась «школой», но по своей сути напоминала монастырь. Адепты Пифагора клялись в том, что будут стремиться к познанию истины, что предполагало в том числе исполнение религиозных обрядов, аскетический образ жизни, изучение философии. Античные источники сообщают, что их имущество становилось общим. Распорядок их дня был чётко регламентирован и включал в себя совместные трапезы, прогулки и обучение. Неофиту надлежало пять лет провести в молчании, лишь слушая то, что говорят его старшие товарищи и Пифагор. Ямвлих (III—IV века н. э.) представлял «пифагорейский образ жизни» языческой альтернативой христианским монашеским общинам своего времени.
Постепенно возрастало политическое влияние «пифагорейской школы». Она как таковая не находилась при власти. Речь шла о возросшем влиянии отдельных членов общества в городских органах власти. Первым важным событием, в котором оно проявилось, стала война между Кротоном и Сибарисом. После того, как в Сибарисе захватил власть тиран Телис, его противники бежали в Кротон. Кротонский совет под влиянием Пифагора отказал посольству из Сибариса выдать беглецов. В последующей войне кротонское войско под командованием пифагорейца Милона около 510 года до н. э. разбило сибаритов. Сибарис был разграблен и разрушен.
После победы Кротон стал самым могущественным среди городов юга Италии. Другие полисы стали его вынужденными союзниками. Однако такая власть некоего тайного общества пифагорейцев вызвала недовольство. Оно вылилось в заговор Килона. Килон использовал недовольство граждан авторитарной политикой пифагорейцев и, возможно, несправедливым, по их мнению, дележом отобранной у сибаритов земли. Килон со сторонниками напал на пифагорейцев во время одной из встреч. Существует несколько легенд относительно дальнейшей судьбы Пифагора. Большинство из них завершается тем, что философ умер в храме муз Метапонта. Через 450 лет после этих событий дом и место гибели Пифагора посещал Цицерон.

### Семья
Наиболее часто женой Пифагора называли Феано, дочь пифагорейца Бронтина. В эллинистической псевдопифагорейской литературе ей приписывали ряд сочинений и высказываний, в которых формировался образ идеальной жены и матери. Её считали не только женой, но и ученицей Пифагора. Античные источники также упоминают дочерей Дамо и Мийю и сыновей Телавга и Аримнеста. Оценить, насколько достоверны имена родственников Пифагора, невозможно. С определённостью можно говорить лишь о том, что у Пифагора были жена и дети.

## Учение Пифагора

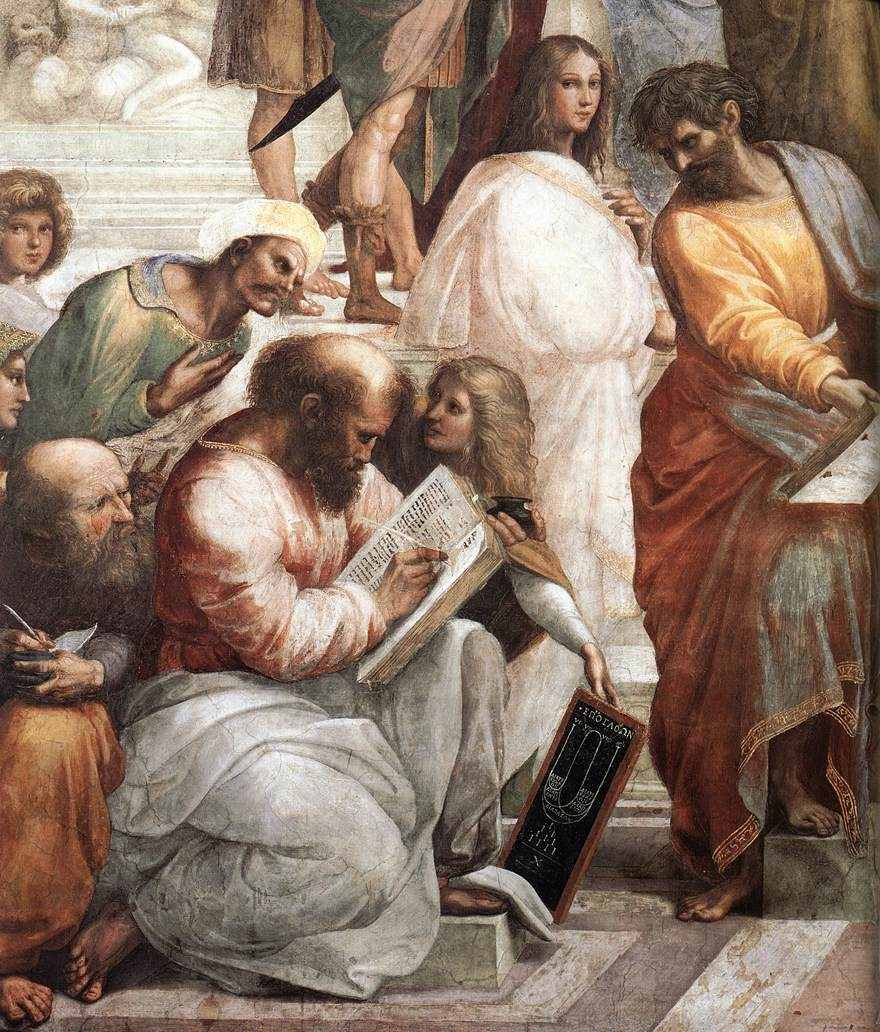
Пифагор на фреске Рафаэля (1509)

Пифагору традиция приписывает введение слов (понятий) «философия» и «философ». На вопрос «Кто он таков?» Пифагор ответил: «„философ“, что означает „любомудр“». 
Жизнь для Пифагора была подобна игрищам: 
«Иные приходят на них состязаться, иные — торговать, а самые счастливые — смотреть; так и в жизни иные, подобные рабам, рождаются жадными до славы и наживы, между тем как философы — до единой только истины».
Современные исследователи выделяют две составляющие в учении Пифагора: научный подход к познанию мира и религиозно-мистический образ жизни. Личные заслуги Пифагора в первой части доподлинно неизвестны, так как позднее ему приписывали всё, созданное последователями в рамках школы пифагореизма. Вторая часть превалирует в учении Пифагора, и именно она осталась в сознании большинства античных авторов. Изначально пифагористов делили на «математиков» и «акусматиков». Первые изучали всю суть науки, вторые — лишь получали обобщённый свод знаний в виде «акусм» (устных предписаний). После смерти Пифагора среди его последователей сформировались два течения — математиков (пифагорейцев) и «акусматиков» (пифагористов). Пифагористы с помощью акусм строили свою жизнь. Их учение состояло в повторении изречений Пифагора, к которым они относились как к божественным предписаниям. Они не стремились к созданию чего-либо нового и развитию учения, а считали мудрыми тех, кто усвоил и может применять в повседневной жизни наибольшее количество подобных, приписываемых Пифагору, изречений.

### Метемпсихоз
Так: изменяется всё, но не гибнет ничто и, блуждая,

Входит туда и сюда; тела занимает любые

Дух; из животных он тел переходит в людские, из наших

Снова в животных, а сам — во веки веков не исчезнет.

Словно податливый воск, что в новые лепится формы,

Не пребывает одним, не имеет единого вида,

Но остаётся собой, — так точно душа, оставаясь

Тою же, — так я учу, — переходит в различные плоти.

Да не поддастся же в вас благочестие — жадности чрева!

О, берегись, говорю, несказанным убийством родные

Души из тел изгонять! Пусть кровь не питается кровью.
Одной из главных доктрин учения Пифагора был метемпсихоз — вера в то, что душа бессмертна и после смерти переносится в новое тело. Перевоплощение, согласно учению Пифагора, могло происходить в любое тело, как человека, так и животного. В отличие от орфизма, в котором также присутствовало понятие о переселении душ, в пифагореизме отсутствует представление о «родовой вине», как источнике метемпсихоза. Представления пифагорейцев о механизме метемпсихоза неизвестны.
Впоследствии пифагорейцы дополнили учение о метемпсихозе представлением об очищении (катарсисе), благодаря которому душа имеет возможность приобщиться к сонму богов. Прегрешения же приведут к страданиям в последующих перевоплощениях. Одновременно появляется идея о круговороте перевоплощений, как каре за прошлые грехи.
Одним из следствий учения о метемпсихозе стало представление об изначальном неравенстве людей. Души человека, которые до этого пребывали в телах героя и животного, имеют разные способности. Также из этого следует запрет на убийство животных и основы характерного для пифагорейства вегетарианства. Пифагореец Эмпедокл в «Очищениях» передаёт суть запрета на мясоедение: «Где же убийствам ужасным предел? Неужели беспечный / Ум ваш не видит того, что друг другу вы служите пищей?».

### Гармония сфер
О существовании идеи гармонии сфер, то есть музыкально-математическом устройстве космоса, в учении ранних пифагорейцев нам известно из трудов авторов, живших значительно позже Пифагора. Соответственно, их данные противоречивы и не дают возможности достоверно передать все нюансы и детали концепции. В изложении Аристотеля пифагорейцы считали, что планеты, Солнце, звёзды, находясь в постоянном движении, создают гармоническое звучание. «Не бывает звука без движения», — утверждал ученик Пифагора Гиппас. Следовательно, верен и обратный вывод, что «движение создаёт звук». То, что люди не слышат этого божественного звучания, связано с тем, что оно присутствует с самого рождения. Оно неотличимо от тишины, так как с людьми происходит то же самое, что и с кузнецами, «которые вследствие привычки к грохоту его не замечают».
В изложении Ямвлиха и Порфирия небесная гармония — это некая мистическая доктрина, а семь муз, согласно Пифагору, это семь поющих вместе планет.

### Нумерология

Тетрактис — священный символ пифагорейцев

Современные исследователи высказывают предположения, что нумерологическая составляющая пифагореизма приписана Пифагору, а её создателями были Филолай, Гиппас и др.
Характерная для школы пифагористов особенность приписывать все открытия Пифагору, в сочетании с отсутствием письменной фиксации учения Пифагора до Филолая, делает реконструкцию первоначального учения весьма сложной задачей. Как бы то ни было, нумерология стала важной составляющей пифагореизма, приписываемой Пифагору. Идея о числовой сущности мира позволила разработать проект «оцифровки бытия», способствовала развитию математики. Нумерологию Пифагора сравнивают с идеей о том, что окружающий людей физический мир является «матрицей», в основе которой лежат числа. Внутри матрицы нет возможности увидеть числовую суть бытия. Числовая сущность мира доступна душе после смерти, после выхода из тела. Математика даёт возможность припомнить прежний опыт и постичь истинную реальность. В данном случае математика выступала основой метафизики.
Согласно Аристотелю, пифагорейцы использовали математику для мистических, а не практических целей. Монада (один) обозначала «божество» или «первое существо», «единицу» или «единое, как неделимое»; диада (два) — материю; три — идеальное число, так как является наименьшим, которое имеет начало, середину и конец, наименьшее из чисел, с помощью которого можно построить священный символ Аполлона треугольник и т. д. Нечётные числа были мужскими, чётные — женскими, цифра пять представляла брак, так как была суммой двух и трёх.
«Идеальным числом» пифагорейцы считали десятку, стараясь не собираться группами более десяти человек. Тетрактис был для них священным символом, в котором усматривали музыкально-числовую структуру космоса.
Как отмечал историк античной философии И. Д. Рожанский:
«Несмотря на пережитки магического мышления, основная идея Пифагора о том, что в основе всех вещей лежат числа или отношения чисел, оказалась очень плодотворной». Заслуга пифагоровой нумерологии состоит в том, что наука о числах была выведена за пределы употребления в торговле.
Л. Я. Жмудь не смог найти утверждений о числовой сущности Вселенной в работах известных последователей Пифагора «доаристотелевских» времён и пришёл к выводу, что это учение пифагорейцам приписал Аристотель: «Однако Аристотель на этом не остановился. На основании высказываний отдельных поздних пифагорейцев он создал такое учение о числе, которого ни у кого из них не было. А поскольку подтвердить его Аристотель почти ничем не мог, он прибег к оригинальному решению: приписал тезис „всё есть число“ школе в целом и никому в отдельности, а разбирая взгляды конкретных пифагорейцев, никогда не говорил об их принадлежности к этой школе».

### Образ жизни

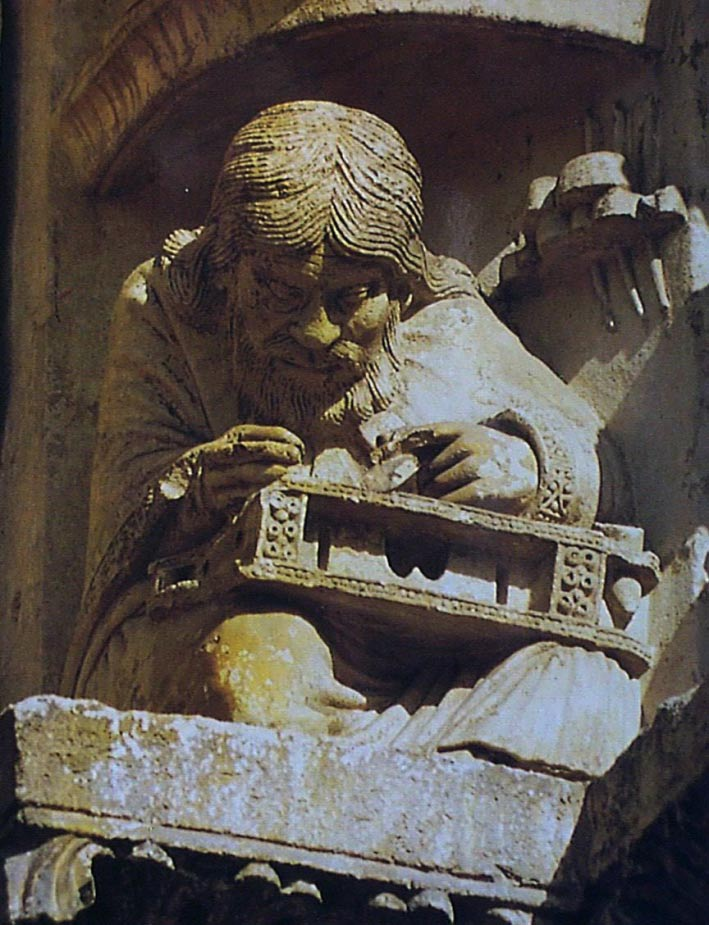
Шартрский собор, статуя Пифагора

Пифагорейцы образовали «тайное общество». Знания в нём передавались лишь членам этого общества. Разглашение сведений непосвящённым влекло за собой изгнание. Пифагорейцы использовали тайные знаки, благодаря которым могли найти одноверцев в различных городах. Несмотря на такие запреты, часть знаний об образе жизни пифагорейцев известна современникам из трудов пифагорейцев. Они верили в переселение душ, воздерживались от мясной пищи, бобов и некоторых видов рыб.
Их поведение базировалось на многочисленных предписаниях-акусмах Пифагора по типу «Огонь ножом не разгребай; через весы не переступай; уходя не оглядывайся; обувь надевай сначала на правую ногу, а мой сначала левую». Во многих случаях акусмы сопровождались символическим толкованием, хотя, возможно, они приписаны этим примитивным запретам позже. Данные требования носили обязательный характер и не подлежали ревизии. Согласно Цицерону: «что известно о пифагорейцах, которые, когда что-то утверждают при обсуждении и при этом у них спросишь: „Почему так?“ — обычно отвечают: „Сам сказал!“. „Сам“ — это значит — Пифагор. Столь великой оказалась сила предвзятого мнения, что авторитет стал действовать даже без доказательств».

### Критика

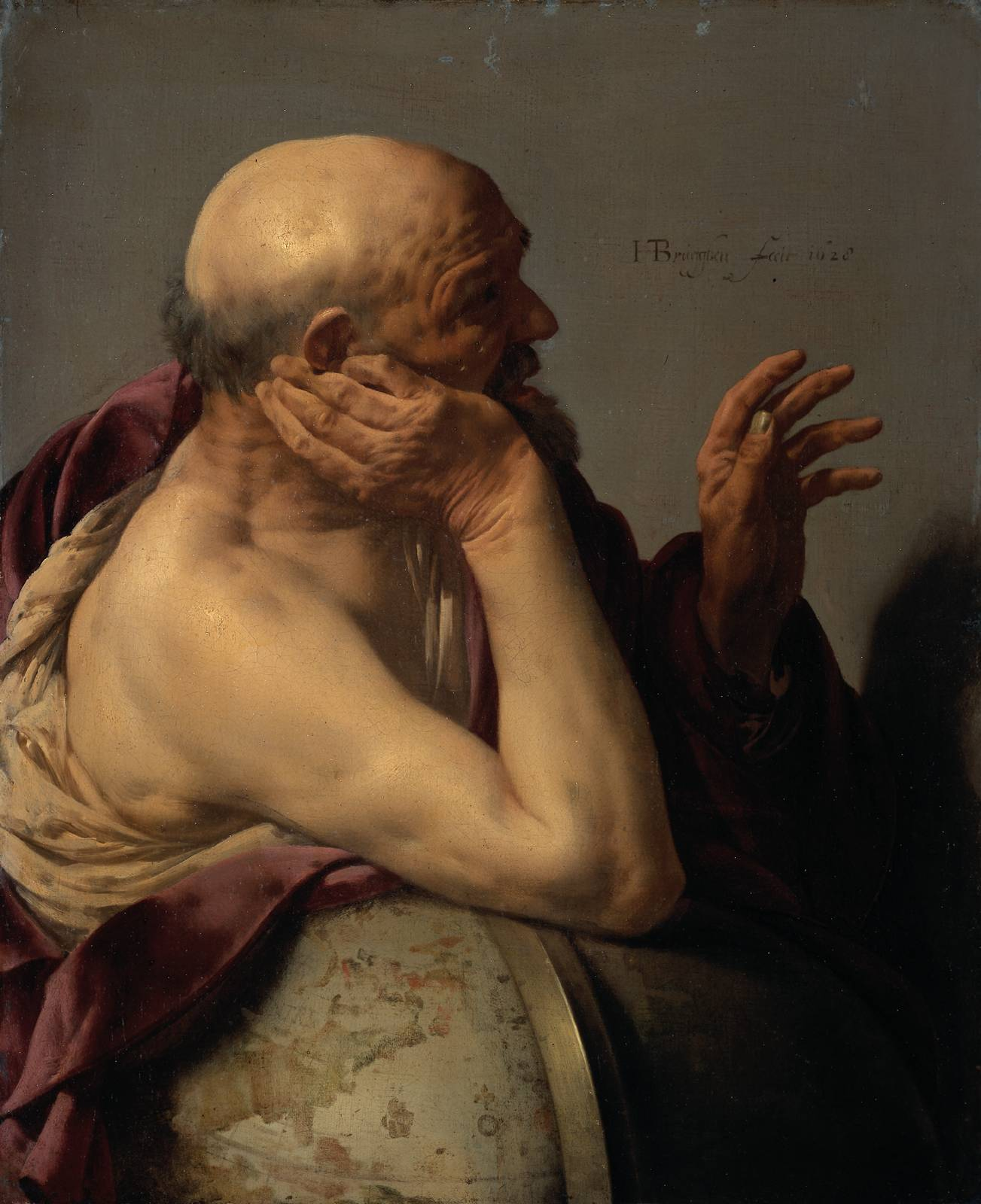
Гераклит: «Многознание уму не научает, а не то научило бы Гесиода и Пифагора»

Учение Пифагора имело не только последователей, но и критиков. Первое по времени упоминание Пифагора Ксенофаном представляет собой сатиру на учение о переселении душ. Лукиан в сочинении «Сновидение, или Петух» приводит разговор бедняка Микилла с петухом—реинкарнацией Пифагора. В нём он позволяет следующие оценки философа: «Ты говоришь, очевидно, о том софисте-пустомеле, который не разрешал ни мяса отведать, ни бобов поесть, самое что ни на есть любимое моё кушание, объявляя его изгнанным со стола? Да, ещё он убеждал людей, чтобы они в течение пяти лет не разговаривали друг с другом.» и «Ты, говорят, и в бытность свою Пифагором в расцвете юности не раз служил Аспазией для самосского тирана».
В качестве критика Пифагора выступал его современник Гераклит: «Пифагор, Мнесархов сын, занимался собиранием сведений больше всех людей на свете и, понадёргав себе эти сочинения, выдал за свою собственную мудрость многознайство и мошенничество». По Диогену Лаэртскому, в продолжении известного изречения Гераклита «Многознание уму не научает» упоминается среди прочих и Пифагор: «а не то научило бы Гесиода и Пифагора, равно как и Ксенофана с Гекатеем».

## Научные достижения

### В математике

Первоначальная формулировка теоремы Пифагора: «Квадрат, построенный на гипотенузе, равновелик сумме квадратов, построенных на катетах»

В математике с именем Пифагора связаны систематическое введение доказательств, дедуктивное построение геометрии прямолинейных фигур, создание учения о подобии, построение некоторых правильных многогранников и многоугольников, учение о чётных и нечётных, простых и составных числах, о пропорциях, об арифметических, геометрических и гармонических средних.
Античные авторы нашей эры отдают Пифагору авторство известной теоремы: квадрат гипотенузы прямоугольного треугольника равняется сумме квадратов катетов. По всей видимости то, что мы называем «теоремой Пифагора», было известно до Пифагора. Античному математику приписывают её доказательство в общем виде. Первоначально «теорема Пифагора» устанавливала соотношение между площадями квадратов, построенных на гипотенузе и катетах прямоугольного треугольника, а именно «квадрат, построенный на гипотенузе, равновелик сумме квадратов, построенных на катетах». Тройки натуральных чисел, для которых выполняется диофантово уравнение {\displaystyle a^{2}+b^{2}=c^{2}}, получили название пифагоровых (3, 4, 5; 5, 12, 13 и т. д.). Согласно описанной у Диогена Лаэртского, с отсылкой к Аполлодору, легенде, в день, когда Пифагор открыл свою теорему, он принёс богам гекатомбу (100 быков).
Важную роль в структуре мироздания, по мнению пифагорейцев, играют фигурные числа. Об этом классе чисел много говорится в пифагорейских учебниках арифметики, созданных Никомахом Геразским и Теоном Смирнским (II век н. э.), которые установили ряд зависимостей между фигурными числами разных размерностей. Пифагорейская нумерология оказала большое влияние на Кеплера.

### В астрономии
Об интересе пифагорейцев к изучению астрономии свидетельствует приведённая Аристотелем в «Протрептике» легенда: «ради чего природа и божество произвели нас на свет: когда Пифагора спросили, что же это такое, он ответил: „Созерцание неба“».
Пифагору наряду с Парменидом и Анаксимандром античные авторы приписывали авторство идеи о шарообразности Земли. Он первым выделил пять климатических зон; стал утверждать, что «утренняя звезда» Фосфор и «вечерняя» Геспер один и тот же астрономический объект (планета Венера); вывел наклон эклиптики и планетных орбит.

### В музыке

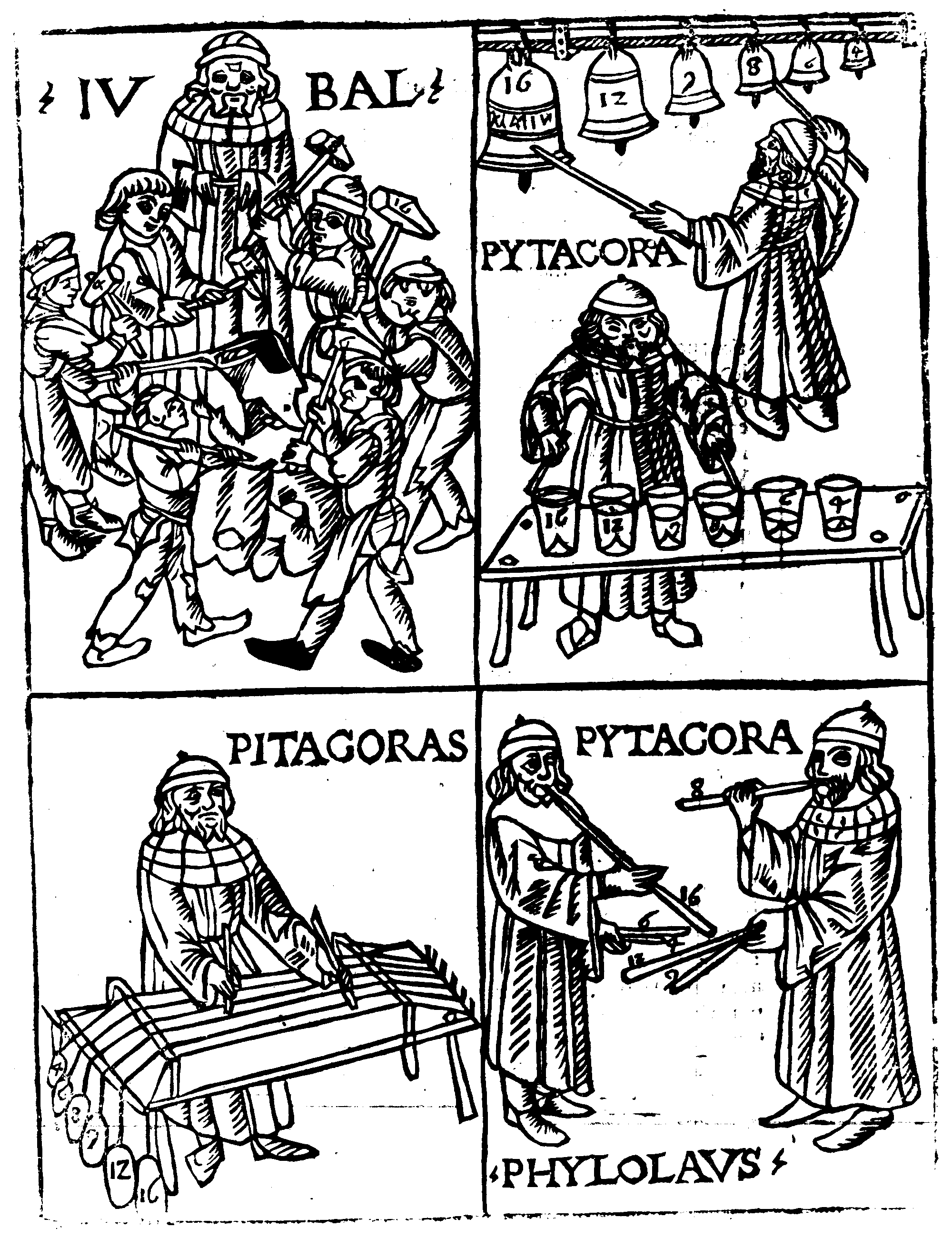
Гравюра 1492 года на которой схематически изображены пять легенд о том, как Пифагор пришёл к связанным с его именем открытиям в теории музыки

Согласно легенде, Пифагор первым обнаружил, что музыкальные ноты можно перевести в математические уравнения. Одна из легенд утверждает, что Пифагор зашёл в кузницу и начал пробовать каждый из молотков. В результате он понял, что звук прямо пропорционален размеру молотка, из чего сделал вывод, что в основе музыки лежит математика. Сама по себе легенда, с точки зрения музыкантов, ложна, так как музыкальные интервалы зависят от длины струны, а не веса молотка. Как бы то ни было, открытые Пифагором и/или его последователями музыкальные соотношения пифагорейцами воспринимались в строго математическом смысле.

## Сочинения Пифагора
Пифагор не писал трактатов. Из устных наставлений для простого народа невозможно составить трактат, а тайное оккультное учение для избранных нельзя было доверить книге. Ямвлих так комментирует отсутствие трудов Пифагора:
Замечательно также и их упорство в неразглашении учения: за столько лет до поколения Филолая, как представляется, никто не столкнулся ни с одним пифагорейским сочинением. Филолай первым из пифагорейцев опубликовал три нашумевшие книги, которые, как говорят, Дион из Сиракуз купил за сто мин по указанию Платона, когда Филолай впал в крайнюю нужду
Диоген перечисляет названия этих книг, приписываемых Пифагору: «О воспитании», «О государстве» и «О природе». Однако ни один из авторов в первые 200 лет после смерти Пифагора, включая Платона, Аристотеля и их преемников в Академии и Лицее, не приводит цитат из трудов Пифагора или хотя бы указывает на существование таких трудов. С начала новой эры античным писателям неизвестны труды Пифагора, как сообщили о том Плутарх, Иосиф Флавий и Гален.
В III веке до н. э. появилась компиляция высказываний Пифагора, известная под названием «Священное слово», из которой позднее возникли так называемые «Золотые стихи» (иногда их относят к IV веку до н. э. без веских оснований). Впервые цитаты из этих стихов цитируются Хрисиппом в III веке до н. э., хотя, возможно, в то время компиляция ещё не сложилась в законченный вид. «Золотые стихи» представляют собой написанную гекзаметром поэму в 71 строку, составленную из запретов и поучений раннего пифагореизма. В них пифагорейцу предписано приготовить себя к испытаниям и пройти очищение, после чего совершенствоваться, в результате чего он достигнет спасения. Особой известностью из «Золотых стихов» пользуется идея о необходимости перед сном обдумать всё совершённое за день:
Да не коснётся очей твоих сон, смежающий веки,
Прежде, чем трижды дневные дела разберёшь по порядку:
«В чём прегрешил? Что сделал? Что должное я не исполнил?»

## Влияние

### Философия
В начале IV века существовали большие коммуны пифагорейцев в Великой Греции, Флиунте и Фивах. В это время большим влиянием в Таренте пользовался пифагореец Архит, которого семь раз избирали стратегом. Архит был не только успешным военачальником, но также математиком и музыкантом. Также он являлся близким другом Платона. По утверждению Аристотеля, на философию Платона оказал влияние пифагореизм. Утверждение Аристотеля повторяет Цицерон: «Платон, говорят, приехал в Италию нарочно для знакомства с пифагорейцами, изучил у них всё, а науку о бессмертии души — более всего, и после этого не только разделил Пифагорово мнение, но подвёл под него обоснование». Согласно современным оценкам, диалоги «Менон», «Федон» и «Государство» имеют сильный «пифагорейский оттенок», а «Филеб» и «Тимей» пифагорейские по сути. Через платонизм пифагореизм оказал влияние на развитие европейской философии Нового и Новейшего времени.
В середине I века н. э. из платонизма выделился неопифагореизм. Его основателем стал, объявивший себя реинкарнацией Пифагора, Аполлоний Тианский. Философское направление предполагало следование «пифагорейскому образу жизни» в сочетании с особым интересом к магии чисел.

### Наука
В предисловии к книге «О вращении небесных сфер» (1543) Николай Коперник ссылается на пифагорейцев Филолая, Гераклида Понтийского, Экфанта и Гикета, как людей, оказавших влияние на создание им гелиоцентрической модели мира. Коперник намеренно упустил непифагорейца Аристарха Самосского, который впервые предложил гелиоцентрическую систему. Таким образом он пытался изобразить свою модель пифагорейской.
Иоганн Кеплер считал себя пифагорейцем. Он верил в гармонию сфер. Поиск математических уравнений, которые лежат в основе этой доктрины, привёл к открытию законов движения планет. Свою книгу он назвал «Harmonices Mundi» («Гармония мира»). В конце трактата Кеплер пишет о том, как он, «согретый тёплым напитком из кубка Пифагора», засыпает под звуки небесной музыки.
Исаак Ньютон верил в пифагорейское учение о математической гармонии и организации мира. В легендах о Пифагоре английский учёный увидел намёки на открытые им законы тяготения. Альберт Эйнштейн считал, что учёный может быть «платонистом или пифагорейцем, так как считает логическую простоту незаменимым и эффективным инструментом своего исследования».

### Вегетарианство

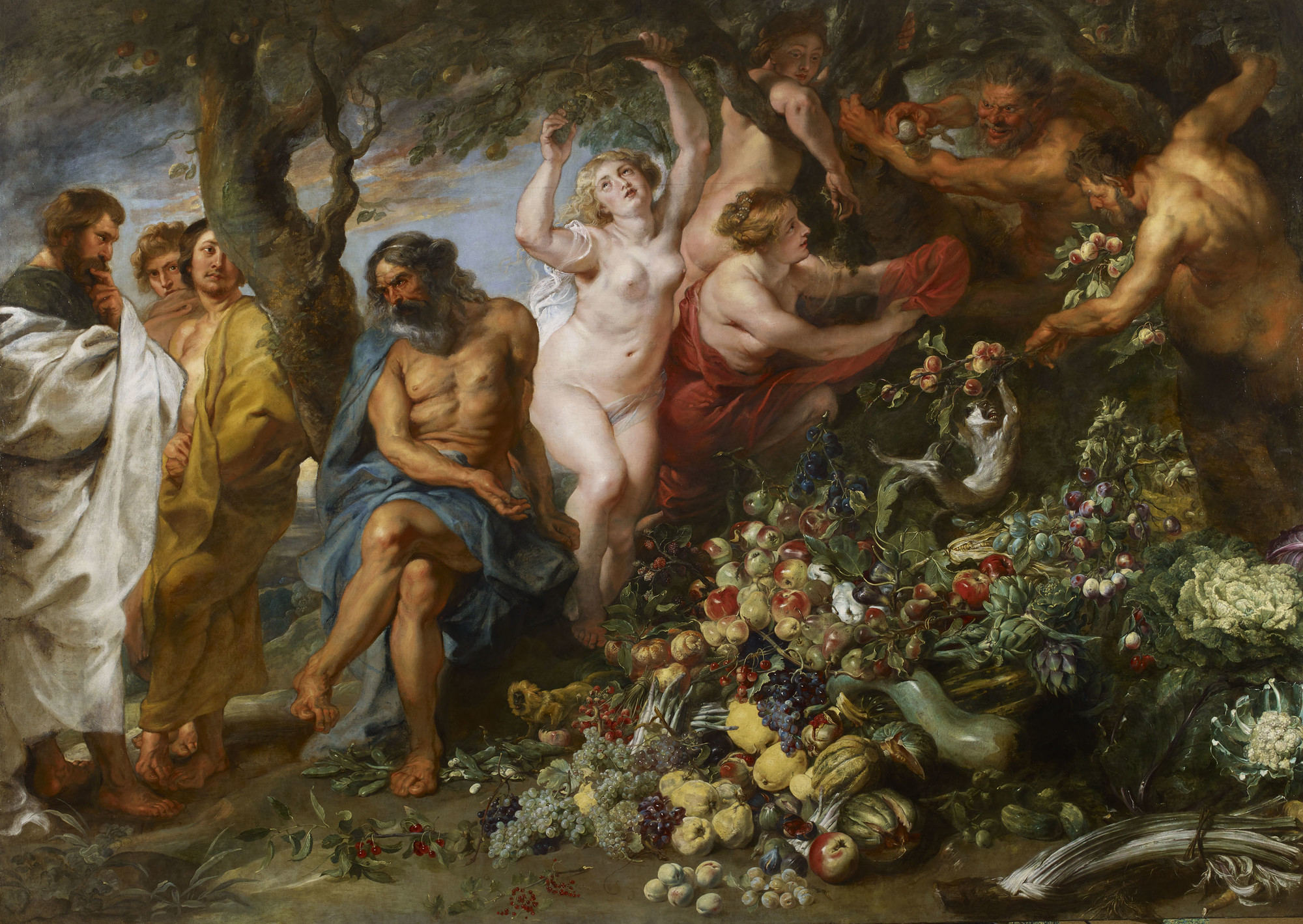
«Пифагор, проповедующий вегетарианство». П. П. Рубенс 1618—1620. Королевская коллекция, Букингемский дворец, Лондон

В 1567 году А. Голдинг перевёл «Метаморфозы» Овидия на английский язык. Пифагор, который появляется в XV книге с призывом отказа от мясоедения, стал символом вегетарианства. Вплоть до 1840-х годов, когда появилось слово «вегетарианство», отказ от мяса назывался «пифагорейской диетой». В произведении «Путь души» Джона Донна (1572—1631) обсуждаются доктрины Пифагора в изложении Овидия. Мишель де Монтень (1533—1592) в трактате «О жестокости» трижды цитирует эту речь при изложении собственного мнения о недопустимости жестокого обращения с животными.
Джон Драйден (1631—1700) включил перевод речи Пифагора в труд «Басни, современность и античность». Джон Гей в 1726 году написал басню «Pythagoras and the Countryman» («Пифагор и крестьянин»), где сравнивает мясоедение с тиранией. Лорд Честерфилд писал, что на отказ от мяса его подвигла речь Пифагора в «Метаморфозах» Овидия.

### Эзотеризм
Западный эзотеризм многое взял из пифагореизма. Немецкий философ и гуманист Иоганн Рейхлин (1455—1522) соединил пифагореизм, христианское богословие и каббалу. Он сделал вывод об общих истоках каббалы и пифагореизма из моисеевой традиции и называл Пифагора одним из каббалистов. В своём сочинении «De verbo mirifico» (1494) Рейхлин сравнивал пифагоров тетрактис с тетраграмматоном, приписав каждой из его букв символическое значение в соответствии с представлениями о мистическом учении Пифагора.
Немецкий оккультист Агриппа Неттесгеймский (1486—1535) в «Оккультной философии» (1531) называл Пифагора «религиозным магом». Также он считал, что пифагорова нумерология действует на внепланетарном уровне.
Масоны во многом основывали своё сообщество на «школе Пифагора» в Кротоне.
Розенкрейцеры использовали пифагоров символизм.
Философ-мистик и теоретик музыки Роберт Фладд (1574—1637) верил, что его музыкальные произведения навеяны Пифагором. Пифагорейство оказало влияние на алхимика Джона Ди (1527—1609), который считал, что всё в мире состоит из чисел.
О, будь ты проклят, пёс неумолимый!

Вся жизнь твоя — укор для правосудья.

Из-за тебя готов я в ересь впасть —

Принять за правду, вместе с Пифагором,

Переселенье душ зверей в людские

Тела. Тот демон злой, что правил волком,

Повешенным за то, что человека

Он умертвил, спастись от петли дал

Его душе свирепой и, пока

В нечистом чреве матери лежал ты,

Переселил её в тебя. По-волчьи

Прожорлив, алчен, кровожаден ты.
Основатель ордена иллюминатов Адам Вейсгаупт (1748—1830) в книге «Пифагор» отстаивал необходимость реформирования общества таким образом, чтобы оно напоминало общество пифагорейцев в Кротоне. 
Вольфганг Амадей Моцарт включил масонский и пифагорейский символизм в оперу 1791 года «Волшебная флейта». Пьер Сильвен Марешаль в сочинении «Les Voyages de Pythagore» («Путешествие Пифагора») (1799) утверждал, что все революционеры идейно являются «наследниками Пифагора».